# هيئة السوق المالية
هيئة السوق المالية تتولّى الإشراف على تنظيم وتطوير السوق المالية، وإصدار اللوائح والقواعد والتعليمات اللازمة لتطبيق أحكام نظام السوق المالية بهدف توفير المناخ الملائم للاستثمار في السوق، وزيادة الثقة به، والتأكد من الإفصاح الملائم والشفافية للشركات المساهمة المدرجة في السوق، وحماية المستثمرين والمتعاملين بالأوراق المالية من الأعمال غير المشروعة في السوق.
نشأت السوق المالية في السعودية ببدايات غير رسمية في الخمسينات، واستمر الوضع كذلك إلى أن وضعت الحكومة التنظيمات الأساسية للسوق في الثمانينات. وبموجب«نظام السوق المالية» الصادر بالمرسوم الملكي رقم (م/30) وتاريخ 2/6/1424هـ تأسست هيئة السوق المالية. وهي هيئة حكومية ذات استقلال مالي وإداري وترتبط مباشرة برئيس مجلس الوزراء.
بحسب تقرير التنافسية العالمي 2019 حلت المملكة في المرتبة 38 في المؤشر الأساسي المتعلق بالنظام المالي، وعلى مستوى المؤشرات الفرعية حلت في المرتبة 23 بمؤشر قوة معايير المراجعة والمعايير المحاسبية، متقدمة 10 مراتب عن العام السابق، كما حلت في المرتبة 21 في مؤشر تنظيم تعارض المصالح، وفي المرتبة الثانية عالميا في مؤشر حوكمة المساهمين.
وفي 19 نوفمبر 2023 قالت هيئة السوق المالية، إن قيمة ملكية المستثمرين الأجانب بالسوق المالية ارتفعت خلال الأعوام الخمسة الأخيرة بنسبة 300%.

## صلاحيات الهيئة
تتمتع الهيئة بالصلاحيات التالية:
- تنظيم وتطوير السوق المالية، وتنمية وتطوير أساليب الأجهزة والجهات العاملة في تداول الأوراق المالية.
- حماية المستثمرين من الممارسات غير العادلة وغير السليمة التي تنطوي على احتيال أو خداع أو غش أو تلاعب، أو التداول بناءً على معلومات داخلية.[3]
- العمل على تحقيق العدالة، والكفاءة والشفافية في معاملات الأوراق المالية.
- تطوير الضوابط التي تحد من المخاطر المرتبطة بتعاملات الأوراق المالية.
- تطوير وتنظيم ومراقبة إصدار وتداول الأوراق المالية.
- تنظيم ومراقبة أنشطة الجهات الخاضعة لإشراف هيئة السوق المالية.
- تنظيم ومراقبة الإفصاح عن المعلومات المتعلقة بالأوراق المالية والجهات المصدرة لها.

## مجلس الهيئة
يدير الهيئة مجلس يتكون من خمسة أعضاء متفرغين تم تعيينهم بأمر ملكي وهم:
- الأستاذ محمد بن عبد الله القويز، رئيساً
- الأستاذ يوسف بن حمد البليهد، نائباً للرئيس
- الأستاذ خالد بن عبدالعزيز الحمود، عضواً
- الدكتور وليد بن محمد العيسى، عضواً
- الأستاذ عبد العزيز بن عبد المحسن بن حسن، عضواً[4]

## السوق المالية
نص «نظام السوق المالية» على إنشاء السوق المالية السعودية كشركة مساهمة، وهي الجهة الوحيدة المصرح لها بمزاولة العمل في تداول الأوراق المالية في المملكة.
وقد تم إنشاء شركة السوق المالية السعودية (تداول) كشركة تقدم خدمات مالية شاملة و متنوعة و تنافس على مستوى عالمي. ويتضح ذلك من خلال رسالتها التي تتلخص في تقديم منتجات وخدمات الأسواق المالية بكل كفاءة وفعالية وتميز بما يحقق قيمة مضافة لجميع المستفيدين والمشاركين في السوق.

## الخطة الاستراتيجية للسوق المالية

### برنامج تطوير القطاع المالي
برنامج «تطوير القطاع المالي» من البرامج التي تم إطلاقها لتحقيق رؤية المملكة 2030 الاثنا عشر والتي اعتمدت من مجلس الشؤون الاقتصادية والتنمية. وسيقدم البرنامج دعماً لحركة التنمية الاقتصادية الوطنية عبر المساهمة في  تنمية القطاع المالي من خلال عدد من المبادرات تنطوي تحت ثلاث ركائز رئيسية:
- تمكين المؤسسات المالية من المساهمة في تنمية القطاع الخاص.
- رفع كفاءة السوق المالية وجعلها سوقاً متقدماً.
- إمكانية التخطيط المالي.

يشترك في تنفيذ مبادرات البرنامج كلاً من: (وزارة المالية، مؤسسة النقد العربي السعودي، هيئة السوق المالية).
يهدف البرنامج إلى تحقيق مايلي:
1. التنوع المالي.
2. الشمولية المالية.
3. الاستقرار المالي.
4. التحول الرقمي.
5. عمق القطاع المالي.

### «برنامج الريادة المالية»  (2019-2021)
من أهداف هذا البرنامج أن تكون السوق المالية في الشرق الأوسط سوقاً رئيسياً  ومن أهم الأسواق المالية في العالم، وأن تكون متقدمة وجاذبة للاستثمار المحلي والأجنبي.
مكونات برنامج الريادة المالية:
1. تسهيل التمويل  من خلال تأمين مصادر تمويل للاقتصاد الوطني عبر السوق المالية.
2. تحفيز الاستثمار  عبر رفع مستوى الجاذبية للسوق لجلب المستثمرين و تيسير الاستثمار
3. تعزيز الثقة  بالارتقاء بالبيئة التنظيمية وزيادة مستويات الحوكمة والشفافية.
4. بناء القدرات المعرفية والفنية للمشاركين في السوق.[5]

## المؤسسات المالية الأجنبية المؤهلة

### أهداف فتح سوق الأسهم السعودية أمام الاستثمار الأجنبي
- تقوية فرص الاستثمار المؤسسي في السوق المالية السعودية مما سيساهم في تعزيز استقرار السوق والتقليل من التذبذب فيها، ويتم ذلك من خلال جلب مستثمرين متخصصين يعملون على إضافة خبراتهم إلى السوق المحلية.
- مشاركة المعارف والخبرات للمؤسسات المالية المحلية والمستثمرين وزيادة مستوى المهنية لدى المشاركين في السوق عن طريق استقطاب خبرات مهنية متخصصة ذات كفاءة عالية.
- الارتقاء بمستوى الأداء للشركات المدرجة خاصةً فيما يتعلق بالإفصاح عن المعلومات المالية، وكذلك زيادة كفاءة الشركات الاستثمارية المتخصصة.
- رفع مكانة السوق المالية السعودية لتصبح رائدة. تعزيز فرص رفع تصنيفها على الصعيد العالمي لتصبح سوقاً ناشئاً، وفق تصنيف المؤشرات العالمية المختصة ومنها مؤشر  مورجان ستانلي كابيتال إنترناشيونال MSCI والتي تسعى العديد من الأسواق الأخرى  إلى الوصول إليها.
- تعزيز مستوى البحوث والدراسات والتقييمات التي يتم اعدادها عن السوق بشكل عام والشركات المدرجة بشكل خاص، لتوفير معلومات دقيقة وذات مصداقية للمتعاملين.[6]

## اختبارات الهيئة التأهيلية
تقوم هيئة السوق المالية السعودية باختيار الكوادر المهنية بعد الخضوع لإختبارات تأهيلية، وتعد هذه الاختبارات متطلب للتسجيل لدى الهيئة وذلك للتأكد من كفاءة المتقدمين ومهنيتهم. وبعد اجتياز هذه الاختبارات يتمكن المتقدمين من مزاولة المهن المنصوص عليها في الباب الرابع من لائحة الأشخاص المرخص لهم الصادرة عن مجلس هيئة السوق المالية السعودية بقراره رقم (1-83-2005) وتاريخ 21/5/1426 هـ الموافق 28/6/2005م بناء على نظام السوق المالية الصادر بالمرسوم الملكي رقم (م/30) وتاريخ 2/6/1424هـ.
كما يستطيع السعوديين الحاصلين على الشهادة الثانوية أ مايعادلها كحد أدنى التسجيل في هذه الاختبارات والحصول على الشهادات التأهيلية.

### سلسلة اختبارات الهيئة المتاحة
- اختبار الشهادة العامة للتعامل في الأوراق المالية – الجزء الأول والثاني (CME-1)
- اختبار شهادة المطابقة والالتزام ومكافحة غسل الأموال وتمويل الإرهاب (CME-2)
- اختبار شهادة وسطاء الأسهم (CME-3)[7]